# Parliamentarians for Global Action
Parliamentarians for Global Action (PGA) is een internationaal netwerk van parlementsleden dat zich bezighoudt met zaken als mensenrechten, democratie, de rechtstaat, veiligheid, anti-discriminatie en gendergelijkheid. Er zijn ruim 1300 parlementsleden lid uit meer dan 140 landen.
De PGA werd in 1978 opgericht in Washington D.C. en is gevestigd in het gebouw van de Verenigde Naties in New York.
De organisatie werd in 1986 bekroond met de Indira Gandhi Prize.